# Édson Boaro
Édson Boaro, alias Édson oder Édson Abobrão (* 3. Juli 1959 in São José do Rio Pardo, São Paulo) ist ein ehemaliger brasilianischer Fußballspieler. Er spielte auf der Position eines Abwehrspielers.
Er spielte für AA Ponte Preta (1978–1984), Corinthians São Paulo (1984–1989), Palmeiras São Paulo (1989–1992), Guarani FC (1992), EC Noroeste, Paysandu SC und Clube do Remo (1993), Botafogo FR (1994–1995) und São José do Rio Pardo (1995–1998).
Er wurde in die Elf des Jahres (Bola de Ouro) 1984 gewählt.
Édson spielte die ersten beiden Spiele der Fußball-Weltmeisterschaft 1986 in Mexiko mit. Eigentlich war Leandro für seine Position vorgesehen, dieser fuhr jedoch nicht mit, weil er sich über eine Entscheidung des Trainers geärgert hatte. Édson verletzte sich im zweiten Spiel gegen Algerien in Guadalajara und wurde durch den Veteranen Falcão ersetzt. Im nächsten Match wurde auf seine Stelle Josimar gesetzt. Édson spielte nie wieder für Brasilien.

## Erfolge
- 1988: Campeonato Paulista (Staatsmeisterschaft von São Paulo)
- 1992: Campeonato Paraense (Staatsmeisterschaft von Pará)
- 1979: Sieg bei den Panamerikanischen Spielen 1979 im Fußballturnier mit Brasilien